# Koninklijke Jordaanse luchtmacht
De Koninklijke Jordaanse luchtmacht (Arabisch: Silah al-Jaw Almalaki al-Urduni, سلاح الجو الملكي الأردني) staat in voor de verdediging van het Jordaanse luchtruim, ondersteuning van de Jordaanse landmacht en de interne veiligheidsdiensten.

## Geschiedenis
Jordanië werd in 1945 onafhankelijk van het Verenigd Koninkrijk en erfde de luchtmachtbases van die laatste in het land over. De eersten daarvan waren in 1931 gebouwd. In 1950 begon Jordanië een kleine luchtmacht die luchtmacht van het Arabisch Legioen genoemd werd. De Britse luchtmacht hielp met de opleiding en uitrusting ervan. De De Havilland Vampire was het principiële gevechtstoestel.

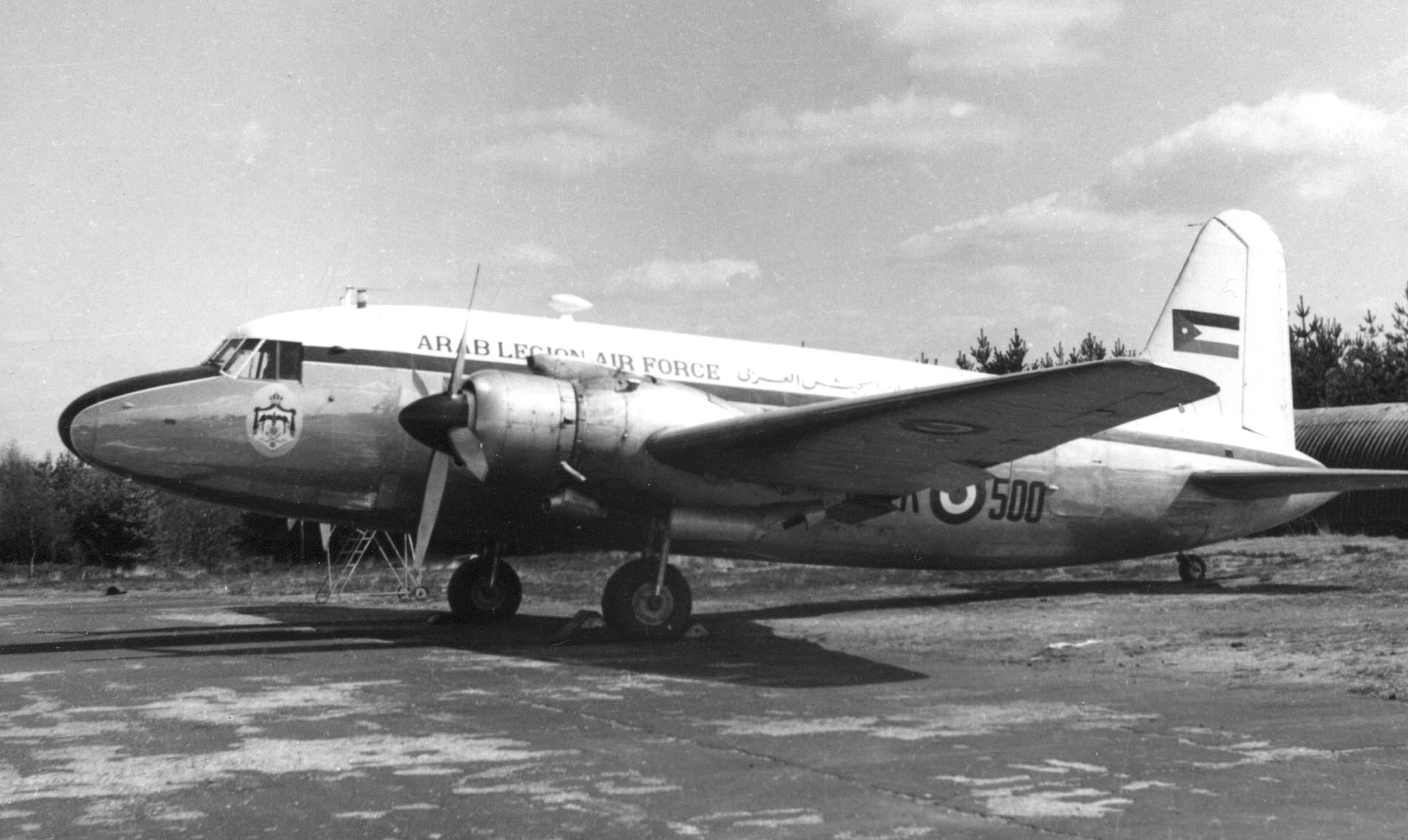
Vickers 1B VK500 van de Luchtmacht van het Arabisch Legioen, apr 1955. Met dit VIP-toestel reisde de koning van Jordanië.

Koning Hoessein wilde echter een meer moderne luchtmacht en dus werd in 1955 de Koninklijke Jordaanse luchtmacht opgericht. Tegen 1958 had de RAF het land verlaten en controleerde de nieuwe luchtmacht zelf de vliegvelden. Tegen de jaren 1960 vloog men met Hawker Hunter-gevechtsvliegtuigen, DC-3 Dakota-transportvliegtuigen en helikopters. In 1964 haalden enkele van de Hunters een Israëlische Mirage neer. Twee jaar later ging in omgekeerde richting een Hawker verloren. De hedendaagse Muwaffaq Salti-luchtmachtbasis werd vernoemd naar de toen gesneuvelde piloot.
Tijdens de Zesdaagse Oorlog in 1967 vernietigde de Jordaanse luchtmacht een Israëlische Nord Noratlas op diens basis waarop Israël op haar beurt de luchtmacht op de grond vernietigde. Doch namen de piloten vanuit Irak en met Iraakse vliegtuigen nog deel aan de oorlog en slaagden erin een vijftal vijandelijke toestellen neer te halen.
In de jaren 1970 werd bij de Verenigde Staten aangeklopt om het in de oorlog verloren materieel te vervangen. Zo verkreeg het land tweedehands-F-104 Starfighters die echter niet voldeden en al snel weer van de hand werden gedaan. De laatste werd in 1977 uit dienst gesteld en een aantal van de toestellen werden aan de Pakistaanse luchtmacht gegeven. Dat jaar werden de oude Hawker Hunters aan de Koninklijke Omaanse luchtmacht verkocht. Tot de komst van de Dassault Mirage F1 had Jordanië geen gevechtsvliegtuigen. Wel kon het voor de Iraanse Revolutie via dat land aan Northrop F-5's komen.
Met de hulp van de (olie)rijke landen in de regio werd de Mirage F1 in de jaren 1980 Jordaniës principiële gevechtstoestel, terwijl F-5's werden aangeschaft in de ondersteuningsrol. Tijdens de Irak-Iranoorlog koos Jordanië de Iraakse zijde en haar luchtmacht oefende samen met de Iraakse. Ook tijdens de Golfoorlog in 1991 stond het land achter Irak, zonder evenwel militaire steun te verlenen. In deze tijd ging Jordanië ook met C-130 Hercules-transporttoestellen vliegen. Een economische crisis en het Iraakse verlies van de oorlog betekenden dat geen nieuwe toestellen konden worden aangekocht en dat tijdelijk minder reserve-onderdelen geleverd werden. Zeven F-5's werden verkocht aan Singapore en de andere werden gemoderniseerd.
Nadat het land in 1994 vrede sloot met buurland Israël ontving het F-16's van de VS (16), België (14) en Nederland (6), alsook zes Mirage F1's van Spanje. De toestellen werden gecomplementeerd met de Amerikaanse AIM-120 AMRAAM-lucht-luchtraket en in Turkije op moderne standaard gebracht. Intussen werden meer en meer F-5's afgeschreven en het type zou in 2010 uit dienst gehaald worden. In december 2014 stortte een F-16 neer in het noorden van Syrië, waarbij de piloot gevangen werd genomen door Islamitische Staat.

## Luchtmachtbases
- Internationale luchthaven Marka / Koning Abdullah-luchtmachtbasis (Amman):
  - Helikopters van de luchtarm van de politie.
  - Helikopters van het Jordaans koningshuis.
  - Transportvliegtuigen van de speciale eenheden van het leger.
  - Transportvliegtuigen en -helikopters.
- Internationale luchthaven Koningin Alia (Amman):
  - Vliegtuigen van het koningshuis: Airbus A318, A340 en Gulfstream G450.
- Koning Abdullah II-luchtmachtbasis (Zarga):
  - Helikopters van de speciale eenheden van het leger.
- Koning Hoessein-luchtmachtcollege (Mafrak):
  - Opleidingsvliegtuigen en -helikopters.
- Prins Hassan-luchtmachtbasis - H(otel)5 (voormalig oliepompstation):
  - F-5-gevechtsvliegtuigen.
- Muwaffaq Salti-luchtmachtbasis (Azraq):
  - F-16-gevechtsvliegtuigen.
- Koning Feisal-luchtmachtbasis (Jafr):
  - AH-1-gevechtshelikopters.

## Inventaris
| Toestel                       | Versie(s)                                 | # (or.)     | Rol                                                     | Herkomst                          |             |
| Vliegtuigen                   | Vliegtuigen                               | Vliegtuigen | Vliegtuigen                                             | Vliegtuigen                       | Vliegtuigen |
| ----------------------------- | ----------------------------------------- | ----------- | ------------------------------------------------------- | --------------------------------- | ----------- |
| CASA C-101                    | C-101CC                                   | 16          | Opleiding                                               | Spanje                            |             |
| CASA C-295                    | CN-295                                    | 2           | Tactisch transport                                      | Spanje                            |             |
| Dassault Mirage F1            | F1B F1C F1E                               | 2 17        | Opleiding Gevechtsvliegtuig                             | Frankrijk                         |             |
| Lockheed C-130 Hercules       | C-130H                                    | 5           | Tactisch transport                                      | Verenigde Staten                  |             |
| Lockheed F-16 Fighting Falcon | F-16A ADF F-16B ADF F-16AM MLU F-16BM MLU | 28 5 21 10  | Gevechtsvliegtuig Opleiding Gevechtsvliegtuig Opleiding | Verenigde Staten Nederland België |             |
| Northrop F-5 Tiger II         | F-5E F-5F                                 | 31          | Gevechtsvliegtuig Opleiding                             | Verenigde Staten                  |             |
| Schweizer SA 2-37             | SA 2-37A                                  | 2           | Opleiding                                               | Verenigde Staten                  |             |
| Slingsby T-67 Firefly         | T-67 M-260                                | 16          | Opleiding                                               | Verenigd Koninkrijk               |             |
| Socata TB                     | TB 20 Trinidad                            | 2           | Varia                                                   | Frankrijk                         |             |
| Helikopters                   |                                           |             |                                                         |                                   |             |
| Bell AH-1 Cobra               | AH-1F AH-1S                               | 31          | Aanval                                                  | Verenigde Staten                  |             |
| Eurocopter AS332              | AS332M                                    | 12          | Transport                                               | Europese Unie                     |             |
| Eurocopter EC635              | EC635                                     | 14          | Varia                                                   | Duitsland                         |             |
| Kamov Ka-226                  |                                           | 6           | Varia                                                   | Rusland                           |             |
| MD 500                        | 500D                                      | 8           | Verkenning                                              | Verenigde Staten                  |             |
| Sikorsky UH-60 Black Hawk     | UH-60L                                    | 14          | Transport                                               | Verenigde Staten                  |             |